# Villemaur-sur-Vanne
Villemaur-sur-Vanne är en kommun i departementet Aube i regionen Grand Est (tidigare regionen Champagne-Ardenne) i nordöstra Frankrike. Kommunen ligger  i kantonen Estissac som ligger i arrondissementet Troyes. År 2018 hade Villemaur-sur-Vanne 484 invånare.

## Befolkningsutveckling
Antalet invånare i kommunen Villemaur-sur-Vanne
Referens: INSEE